# Patrick Bergin
Patrick Bergin, född 4 februari 1951 i Dublin, är en irländsk skådespelare. Han har medverkat i flertal TV-produktioner och även i ett antal filmer.

## Filmer i urval
- 1991 – Sova med fienden
- 1991 – Robin Hood
- 1992 – Patrioter
- 2000 – When the Sky Falls
- 2004 – Ella den förtrollade
- 2010 – I hakkorsets skugga